# 창녕 동산서당 강당
창녕 동산서당 강당(昌寧 東山書堂 講堂)은 대한민국 경상남도 창녕군 이방면 동산리, 동산서당에 있는 건축물이다. 2005년 1월 13일 경상남도의 문화재자료 제370호로 지정되었다.

## 개요
동산서당은 실용성과 경제성을 중시한 근대기에 건축된 서원이라는 점에서 가치가 있으며 근대기 한옥으로 당시 다양하게 발전하는 한옥의 변천과정을 보여준다는 점에서 건립연대는 오래되지 않으나 학술적인 연구대상으로서 보존가치가 있다.

## 참고 자료
- 창녕동산서당강당 - 국가유산청 국가유산포털